# Desinić
Desinić – wieś w Chorwacji, w żupanii krapińsko-zagorskiej, siedziba gminy Desinić. W 2011 roku liczyła 367 mieszkańców.
Jest położona w Hrvatskim zagorju, na wysokości 219 m n.p.m., 8 km na zachód od Pregrady, u podnóża wzgórza Koštrun. Przepływa przez nią potok Horvatska. Miejscowa gospodarka oparta jest na rolnictwie, przemyśle odzieżowym i tworzyw sztucznych oraz turystyce (w okolicy znajduje się zamek Veliki Tabor). Desinić jest siedzibą Muzeum Hrvatskiego Zagorja.